# Козлово (Луганская область)
Козлово (укр. Козлове) — село, относится к Новопсковскому району Луганской области Украины.
Население по переписи 2001 года составляло 291 человек. Почтовый индекс — 92311. Телефонный код — 6463. Занимает площадь 2,53 км². Код КОАТУУ — 4423382801.

## Местный совет
92311, Луганська обл., Новопсковський р-н, с. Козлове, вул. Леніна, 6  (укр.)